# Santa Rosa II (Cabimas)
Santa Rosa II es uno de los sectores que conforman la ciudad de Cabimas en el estado Zulia (Venezuela), pertenece a la parroquia San Benito. 

## Ubicación
Se encuentra entre los sectores  H5 al norte, terrenos baldíos al este (Av. 53),  San José I al sur (callejón Democracia]] y terrenos baldíos al oeste (Av. 52).

## Zona Residencial
Santa Rosa II es un desarrollo habitacional que sigue el plan del sector Santa Rosa I de la misma parroquia. Al ser un sector planificado sus calles son rectas y se encuentra actualmente (2013) en plena construcción hasta abarcar todo el terreno entre las Av 52 y 53.

## Vialidad y Transporte
La vialidad aunque en trazado recto no es muy buena, no tiene ninguna calle asfaltada. El acceso es difícil, las líneas más cercanas son H5 que pasa por la carretera H a 200 m o Nueva Rosa que pasa por la carretera J a 300 m.